# Lydian Chromatic Concept of Tonal Organization

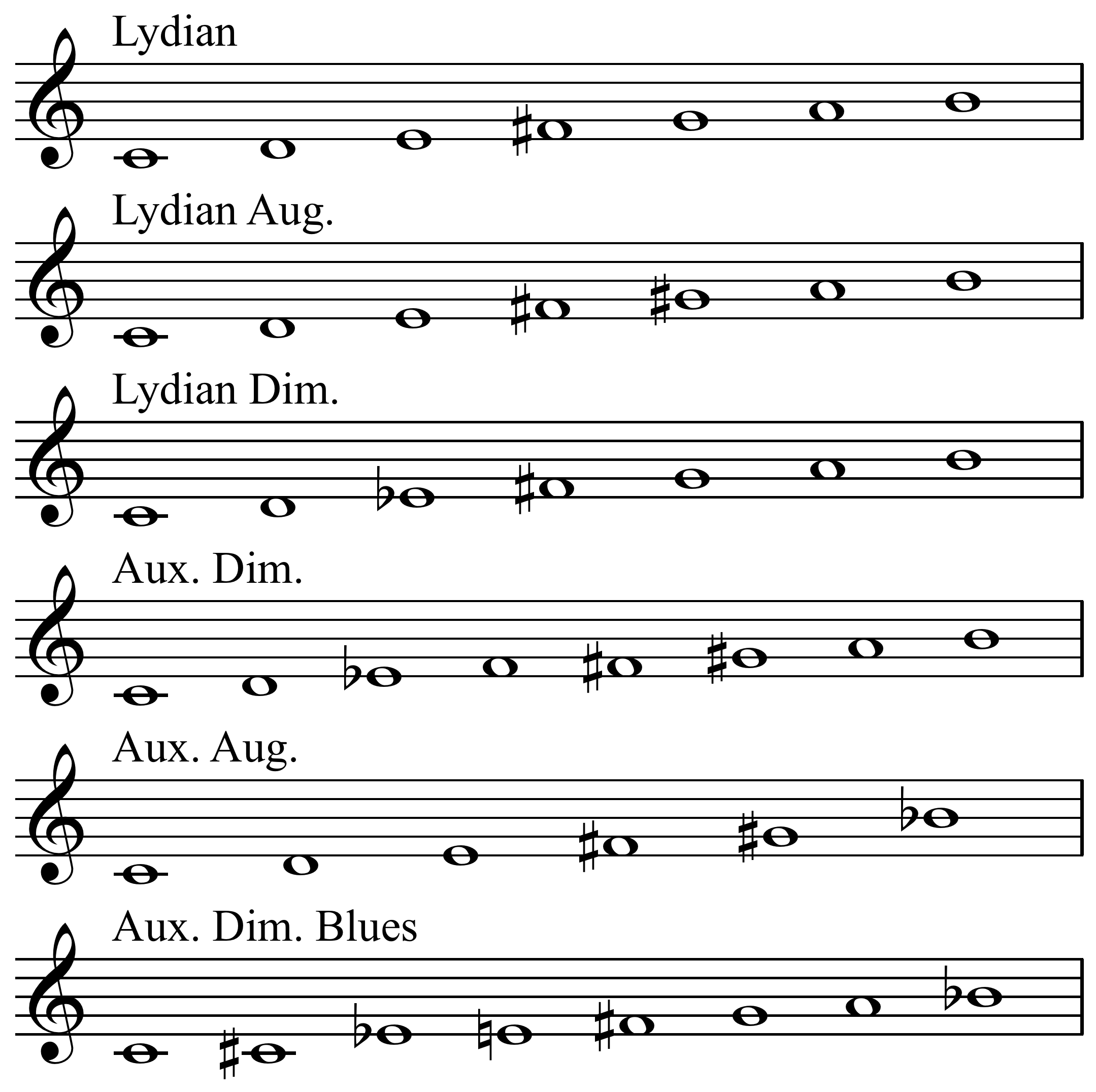
As seis escalas lídias originais de Russell.

Lydian Chromatic Concept of Tonal Organization é um livro de teoria musical de jazz lançado em 1953 e escrito por George Russell. A publicação foi o ato fundador do Conceito Lídio Cromático (Lydian Chromatic Concept). A obra de Russell postula que toda música se baseia em gravidades tonais do modo lídio. Essa teoria teve grande impacto na produção musical, especialmente por ter servido de partida para o desenvolvimento do jazz modal. O crítico Joachim-Ernst Berendt a descreveu como "o primeiro trabalho a derivar uma teoria de harmonia do jazz a partir de suas leis imanentes" e como "um ponto de partida inovativo para a modalidade de Miles Davis e John Coltrane". Bill Evans Davis a utilizaram no célebre disco Kind of Blue. O jazz modal de Coltrane é comumente analisado a partir do método de Russell.